# Henri Gouès
Henri Gouès est un footballeur français né le 13 avril 1933 à Poissy (Seine-et-Oise) et mort le 28 septembre 2019 à Sainte-Maxime (Var). Il évolue au poste de défenseur du début des années 1950 au milieu des années 1960.